# 한국형 험비
한국형 험비(Korean HUMVEE, Kia Light Tactical Vehicle)는 미국 육군 험비를 본따서 대한민국이 개발한 군용 차량이다.

## 역사
1991년 걸프전에서 미군의 험비가 강력한 인상을 주자, 한국군도 험비를 보유하기로 결정했다. 2015년부터 2021년까지 총 3300억원의 예산이 투입되는 소형전술차량 사업이 2016년 초도 양산 물량 63대를 실전배치한다. 현재 사용중인 1/4톤, 1¼톤 차량을 한국형 험비로 대체하고 2015년까지 개발하기로 했다. 한국 육군에는 짚차(1/4톤), 닷지(1¼톤), 두돈반, 5톤이 있는데, 짚차와 닷지를 폐지하고 험비로 교체한다는 것이다. 미국도 이렇게 했다.
2017년 4월 5일, 방위사업청은 1997년 도입돼 큰 인기를 누렸던 군용 소형전술차량 레토나가 올해부터 '한국형 험비'라 불리는 신형전술차량(KM1)으로 순차적으로 대체될 예정이라고 밝혔다. 방탄도 되고, 무엇보다 반가운 소식은 에어컨이 장착된다는 점이다.
육군은 2016년부터 배치를 시작해 1/3가량 보급이 완료된 상태다. 2022년까지 4천여억원을 투입해 총 2천여대를 생산, 배치할 계획이다.
기아자동차의 한국형 험비는 타이어가 총탄을 맞아 펑크가 나도 최대 시속 48km로 주행 가능하다.
순수 우리 기술로 만든 KM-1은 미군 전술차량 험비보다 성능이 뛰어난데도 가격은 1억1,700만원으로 미국 험비에 비해 절반 수준에 불과해 수출 경쟁력도 높다.
기아차는 1977년부터 지금까지 42년간 다양한 라인업의 군용 차량을 생산하며 세계 최고 수준의 전술차량 기술 역량을 보유하고 있다. 1970년대 소형 지프를 시작으로 15t에 이르는 대형 군용 트럭에 이르기까지 다양한 차종을 생산하며 총 11만대의 군용 차량을 군에 보급했다.

기아차의 소형전술차량은 최고속도가 시속 135 km다. 미군용 험비의 113 km를 넘어선다. 마력 역시 225마력으로 190마력인 험비보다 뛰어나다. 반면 생산 비용은 미군 험비보다 낮다. 업계 관계자는 "225마력의 유로5 기준을 충족하는 3.0리터 V6 S2 디젤 엔진과 8단 자동변속기, 4륜구동 시스템이 최적으로 결합되면서 현지 부대의 기동성을 크게 끌어올리고 있다"고 전했다.

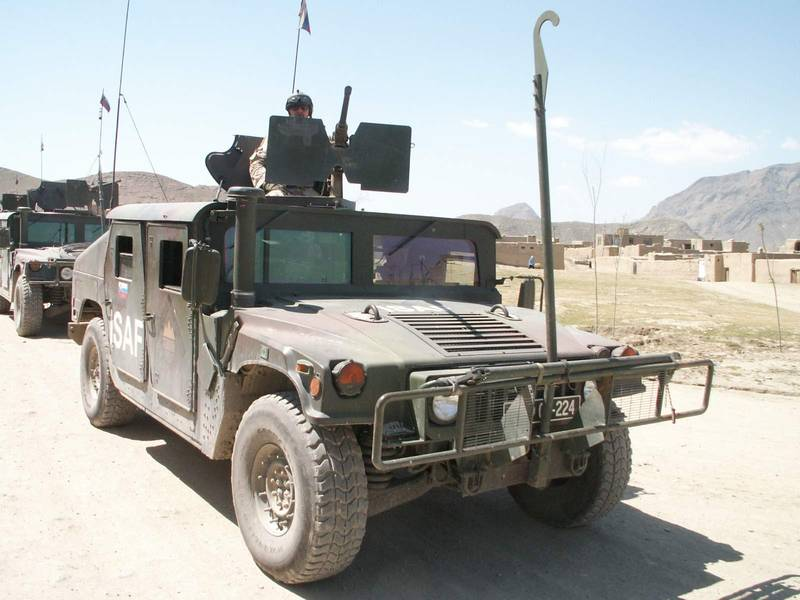
미국 험비 트럭

험비는 6000cc 가솔린 엔진에 190마력이 나온다. 국산 전술차량은 3000cc 디젤 엔진으로, 배기량은 낮지만 출력은 225마력으로 험비보다 35마력이 높다.
차체 철판이 일반 RV보다 몇배 두꺼워 차가 무겁다.
가격은 1억 5천만 원대로 '철갑' 험비의 절반 수준밖에 안 돼 나라에 따라 경쟁력이 있는 데다, 비방탄 차량은 8천만 원 이하로 민수용 계획은 아직 없지만, 민수용으로도 인기를 끌 가능성도 충분히 높아 보인다.
차체는 전장, 전폭, 전고가 각각 5000mm, 2160mm, 2000mm에 이르며 일반 승용차 강판에 비해 여섯 배 이상 두꺼운 5톤 강판을 사용해 북한의 AK소총에도 뚫리지 않는다. 서스펜션은 앞뒤 모두 독립형 더블 위시본 타입이며, 앨리어슨 자동변속기가 장착돼 험로에도 안정적인 주행이 가능하다. 이밖에 적의 소총 공격에 대비해 펑크가 나도 일정 속도와 거리를 주행할 수 있는 런플랫 타이어가 적용됐다. 등판능력은 60%, 도섭능력은 760mm로 험준한 지형의 돌파 역시 가능하다. 두꺼운 강판으로 차체중량이 5톤에 이르는 만큼 최고속도는 100km/h에 불과하지만 S2 디젤 엔진을 장착해 최대출력 225마력, 최대토크 50kg.m의 힘을 발휘하며 항속거리는 480km에 이른다.
미군 험비는 공차중량 2359-4445 kg, 전투중량 2676-5489 kg이다. 방탄이냐 아니냐에 따라 무게 차이가 크다.

## 문제점

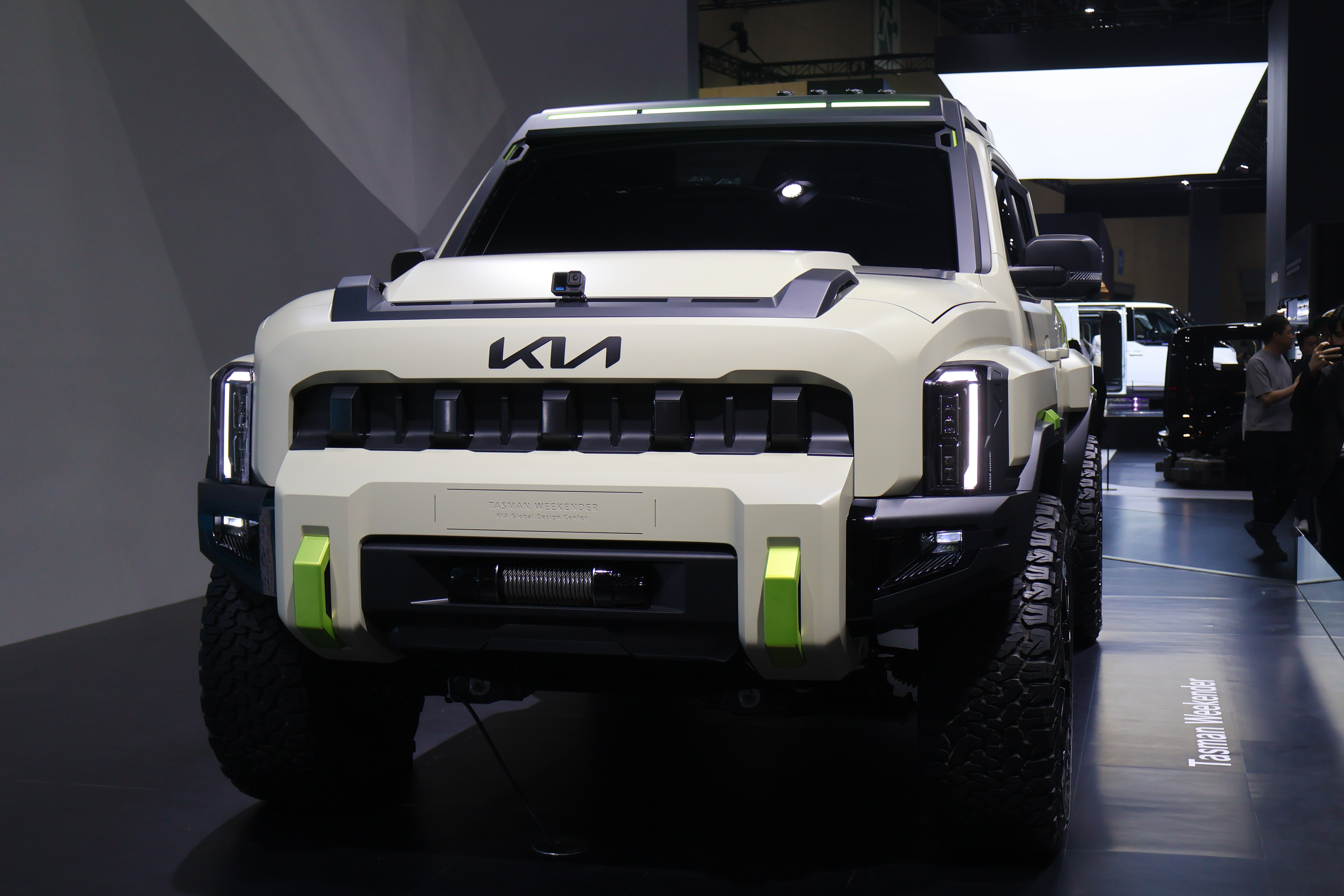
기아자동차가 개발한 타스만

2018년 7월, 기대를 한 몸에 받았던 '한국형 험비'가 후방 부대로 재배치되고 있다. 최전방 지역의 도로폭이 좁아서, 짚차는 운행이 가능하지만, 한국형 험비 트럭은 운행이 불가능하거나 매우 불편하다는 평가를 받았다. 제1야전군사령관은 일선 부대에 '소형전술차량 운용지침'을 하달해, 차량을 GOP지역에서 운행하지 말고 FEBA(GOP 후방 부대)지역에서 운용하라고 명령했다.
2019년 4월부터 주행 중 바퀴가 통째로 빠지는 사고가 이어지고 있다. 원인은 차축과 바퀴를 연결하는 부품인 허브 결함. 배치 차량의 절반인 1,400여 대에 대한 리콜이 결정됐다. 2021년 4월까지 부품교체가 진행 중인데, 문제는 군이 리콜 대상도 계속 운행하고 있다는 점이다.
미국은 전통적으로 픽업트럭을 매우 많이 사용하지만, 한국은 픽업트럭은 거의 타지 않는다. 즉, 자동차 회사도 대규모 생산, 판매 경쟁을 수십년째 하고 있는 미국에 비해 기술력이 낮다. 바퀴가 빠지는 사고는, 결국, 차체 무게를 부품이 견디지 못한다는 의미이다.
2025년, 기아자동차가 타스만을 출시하면서 한국형 험비에 픽업트럭이 도입될 가능성이 생기게 되었다.

## 제원
- 길이: 4900mm
- 폭: 2195mm
- 높이: 1980mm
- 최고속도: 시속 135 km

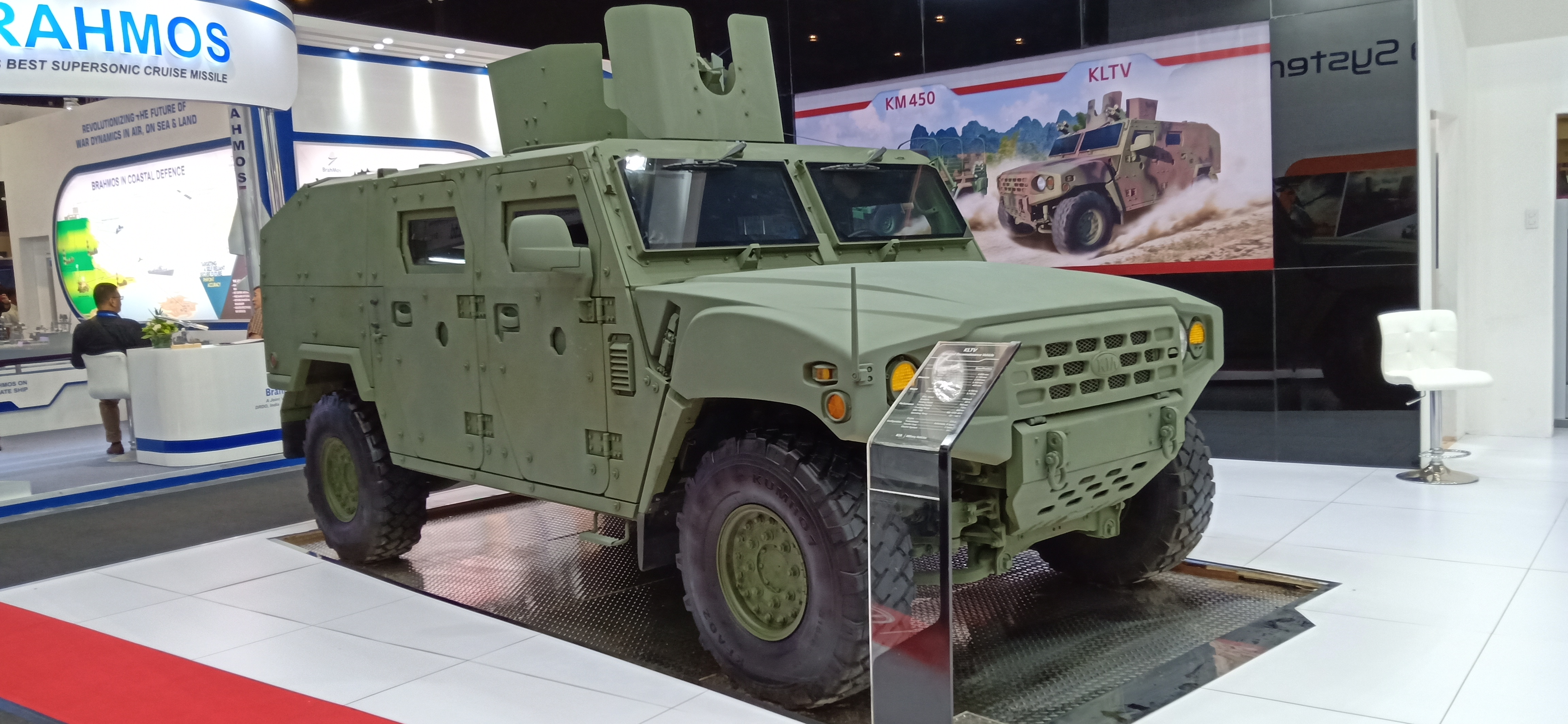

- 가격: 비방탄 1억1,700만원, 방탄 1억5,000만원
- 엔진: 6기통 3000cc 디젤 엔진
- 최고출력: 225마력
- 최대토크: 50.0kg.m
- 내비게이션
- 에어컨

## 같이 보기
- 험비
- K-311